# Ґруєць (Великопольське воєводство)
Ґруєць (пол. Grójec, нім. Grundhofen) — село в Польщі, у гміні Сьрода-Велькопольська Сьредського повіту Великопольського воєводства.
У 1975-1998 роках село належало до Познанського воєводства.